# Filozići
Filozići su naselje na otoku Cresu. Administrativno, naselje pripada gradu Cresu.

## Zemljopisni položaj
Nalaze se na sjeveru otoka, u unutrašnjosti, na 2/3 puta između Porozine i Dragozetića. Nadmorska visina mjesta je oko 320m.
Najbliža naselja su Porozina (6 km sjeverno) i Dragozetići (2 km južno).

## Stanovništvo
Prema popisu stanovništva iz 2001. godine, naselje ima 4 stanovnika.
| broj stanovnika | 81    | 81    | 92    | 82    | 97    | 98    |       |       | 80    | 41    | 23    | 8     | 11    | 8     | 4     | 6     | 8     |
|                 | 1857. | 1869. | 1880. | 1890. | 1900. | 1910. | 1921. | 1931. | 1948. | 1953. | 1961. | 1971. | 1981. | 1991. | 2001. | 2011. | 2021. |

## Galerija
- Filozići 14. ožujka 2009.

## Vanjske poveznice
- Grad Cres: Naselja na području grada Cresa